# Illice longistriga
Illice longistriga är en fjärilsart som beskrevs av Rothschild 1913. Illice longistriga ingår i släktet Illice och familjen björnspinnare. Inga underarter finns listade i Catalogue of Life.